# Gumnitz
Die Gumnitz ist ein Nebenfluss des Kreuzfließes auf der Gemarkung der Stadt Müncheberg im Landkreis Märkisch-Oderland in Brandenburg. Sie entspringt westlich des Stadtzentrums im Müncheberger Stadtforst und ist Teil des Naturschutzgebietes Gumnitz und Großer Schlagenthinsee. Sie verläuft vorzugsweise in nordöstlicher Richtung, durchfließt den Torfstich Gumnitz und entwässert schließlich in den Großen Schlagenthinsee.
Der Name leitet sich vom altpolabischen *Gum'nica ab, was sich aus *gum'no für 'Garten' und der Endung -itz zusammensetzt.